# Грант, Алан
Алан Грант (англ. Alan Grant; 7 февраля 1949[…], Бристоль[…] — 21 июля 2022, Мониэйв, Дамфрис-энд-Галловей) — британский писатель комиксов.

## Ранние годы
Грант родился в Бристоле. Когда ему был один год, семья переехала в Ньютонграндж (Мидлотиан). Алан посещал начальную школу Ньютонгранджа и среднюю школу Далкита. После окончания учёбы он некоторое время работал в банке.

## Карьера
Алан Грант впервые пришёл в индустрию комиксов в 1967 году, когда он стал редактором в D.C. Thomson, прежде чем переехать в Лондон из Данди в 1970 году, чтобы работать в IPC в различных романтических журналах.
Вернувшись в колледж и сменив несколько мест работы, Грант вернулся в Данди и стал жить на социальное обеспечение. Затем он познакомился с Джоном Вагнером, другим бывшим редактором D.C. Thomson, который помогал в создании нового научно-фантастического комикса для IPC, 2000 г. н. э., и не смог завершить свою другую работу. Вагнер спросил Гранта, может ли он помочь ему написать комикс о Тарзане, над которым он работал; так началось партнёрство Вагнера и Гранта в написании сценария.
В 2013 году Грант объединился с Робином Смитом для создания фильма «Скотт против зомби» по заказу эдинбургского Artlink при поддержке Creative Scotland. В 2012 году он завершил отмеченный наградами канадский детский графический роман «Локсли и война 1812 года», который сейчас выходит во втором издании.
В 2016 году Грант и Джон Вагнер создали новый комикс для BHP Comics. Нарисованный Дэном Корнуэллом «Рок из красных» рассказывает историю опасного межгалактического преступника, Рок из Аркади, который, находясь в бегах, скрывается на планете Земля, завладев телом и жизнью проблемной звезды футбола Кайла Диксона.
В 2020 году, в ответ на пандемию COVID-19, Грант возглавил проект местного сообщества в деревне Мониайве по созданию комикса о вирусе и духе сообщества жителей.

## Личная жизнь
Алан был женат на Сьюзан Грант. Проживал в Мониаайве (Дамфрис-энд-Галловей).
Скончался 20 июля 2022 года.

## Награды и признание
В 1992 году Алан Грант получил премию Inkpot Award за свои достижения в индустрии комиксов.
Ричи Нгуен из Comic Book Resources причислил Гранта к тем сценаристом комиксов, которые внесли особый вклад в истории о Бэтмене.